# Họ Bách thanh

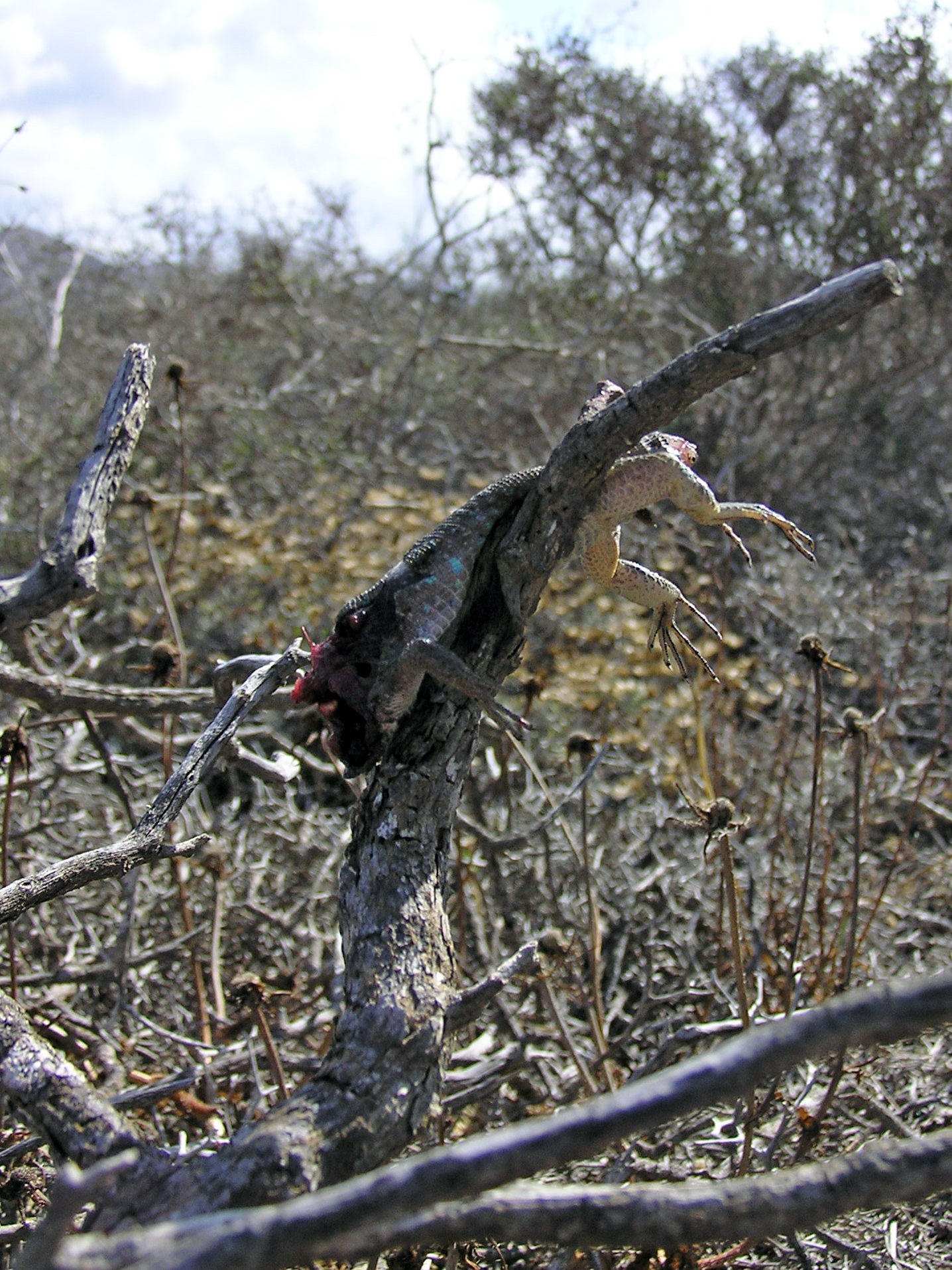
Con thằn lằn bị bách thanh xám phương nam (Lanius meridionalis) xiên trên gai, tại đảo Lanzarote.

Họ Bách thanh (danh pháp khoa học: Laniidae) là một họ chim trong bộ Sẻ (Passeriformes), được biết đến vì hành vi bắt côn trùng, các loài chim hay động vật có vú nhỏ và xiên chúng trên các cành cây có gai. Điều này giúp chúng khoét phần thịt của con mồi thành các mẩu nhỏ với kích thước thuận tiện hơn, cũng như có tác dụng làm "tủ đựng thức ăn" để sau đó chúng có thể quay trở lại để ăn tiếp. Họ này bao gồm các loài chim cỡ nhỏ và trung bình. Cơ thể chắc, đầu to. Mỏ bách thanh điển hình có dạng móc câu với mút mỏ trên cong và có một hay hai mấu răng sắc, tương tự như của các loài chim săn mồi khác, phản ánh đúng bản chất ăn thịt của chúng. Chân khoẻ, có mép sau giò trơn, ngón chân khoẻ, có móng sắc để giữ con mồi. Chim trống và chim mái nói chung có màu lông giống nhau. Chim non có lông nhạt hơn, thường có vằn hay vạch. Các loài bách thanh sống ở cây bụi, đồng ruộng, bãi cỏ. Một số sống ven rừng và vườn. Tổ hình chén, mỗi lứa đẻ 3-7 trứng. Các tên gọi phổ biến trong tiếng Việt là bách thanh, chàng làng, quích.
Phần lớn các loài bách thanh sinh sống tại đại lục Á-Âu và châu Phi, nhưng có 2 loài ở Bắc Mỹ là bách thanh đầu to và bách thanh xám lớn. Không có thành viên nào của họ này sinh sống tại Nam Mỹ hay Australia.
Một vài loài bách thanh còn gọi là "chim đồ tể" do hành vi giữ lại xác chết của chúng. Các loài chim đồ tể (Cracticus spp.) ở Australia không phải là bách thanh, mặc dù chúng chiếm hốc sinh thái tương tự. Một vài loài bách thanh châu Phi còn gọi là chim fiscal, có nguồn gốc từ tiếng Afrikaan để chỉ người treo cổ phạm nhân là fiskaal.

## Phân loại
Họ Bách thanh có 34 loài, chia thành 4 chi:
- Lanius (30 loài)
- Eurocephalus (2 loài)
- Corvinella: Bách thanh mỏ vàng
- Urolestes: Bách thanh ác là

Các loài khác, cũng được gọi phổ biến là "bách thanh" hay có cụm từ này trong tên gọi, thuộc về các họ khác: 
- Prionopidae, bách thanh đội mũ.
- Malaconotidae, bách thanh lưng phồng, bách thanh bụi, tchagra và boubou.
- Campephagidae, phường chèo, bách thanh-cu cu hay chim sơn tiêu, bách thanh bồ các, bách thanh cuốc.

Các họ Prionopidae và Malaconotidae có họ hàng rất gần với họ Laniidae, và trước đây cũng được đặt trong họ này. Phường chèo (bách thanh-cu cu) không có họ hàng gần với bách thanh thật sự trong họ này.

## Phát sinh chủng loài
|  | \| \| Corvinella \| \| \| \| \| \| Urolestes \| \| \| \| |
|  |                                                          |
|  | Lanius                                                   |
|  |                                                          |
|  | Corvinella                                               |
|  |                                                          |
|  | Urolestes                                                |
|  |                                                          |

|  | Corvinella |
|  |            |
|  | Urolestes  |
|  |            |

|  | \| \| Corvinella \| \| \| \| \| \| Urolestes \| \| \| \| |
|  |                                                          |
|  | Lanius                                                   |
|  |                                                          |
|  | Corvinella                                               |
|  |                                                          |
|  | Urolestes                                                |
|  |                                                          |

|  | Corvinella |
|  |            |
|  | Urolestes  |
|  |            |